# Boreoheptagyia cinctipes
Boreoheptagyia cinctipes är en tvåvingeart som först beskrevs av Edwards 1928.  Boreoheptagyia cinctipes ingår i släktet Boreoheptagyia och familjen fjädermyggor. Inga underarter finns listade i Catalogue of Life.